# Louis Van Houtte
No confundir con Louis Benoît Van Houtte (1810-cuya abreviatura botánica es Van Houtte)
Louis Van Houtte (1898 - 1952 ) fue un botánico y horticultor belga.
- La abreviatura «L.Van Houtte» se emplea para indicar a Louis Van Houtte como autoridad en la descripción y clasificación científica de los vegetales.[1]